# Петрешти (Јаши)
Петрешти (рум. Petrești) насеље је у Румунији у округу Јаши у општини Голајешти. Oпштина се налази на надморској висини од 38 m.

## Становништво
Према подацима из 2002. године у насељу је живело 321 становника, од којих су сви румунске националности.